# Marie-Noëlle Battaglia
Pour les articles homonymes, voir Battaglia.
Marie-Noëlle Battaglia est une réalisatrice de documentaires radiophoniques et vidéos. Elle s'intéresse aux questions urbaines et aux réalités sociales.

## Biographie
Marie-Noëlle Battaglia est spécialisée sur les enjeux liés à la ville et aux territoires. En 2010, elle publie un mémoire sur le bidonville des Buers, quartier de Villeurbanne à l'Institut d'études politiques de Grenoble. En 2013, elle se forme à la réalisation de documentaires radiophoniques et vidéos, au Créadoc à Angoulême.
En 2020, elle réalise En remontant les murs, sur les enclaves résidentielles  à Marseille. Pour ce documentaire, elle travaille avec le Laboratoire Population Environnement Développement qui travaille sur cette question depuis 2007. À Marseille, un tiers de l’espace public est occupé par des résidences clôturées. Cette privatisation de l'espace entrave la mobilité des personnes et aggrave les conditions de circulation automobile. Ce travail donne lieu à une exposition Privatopia, à la Villa Bagatelle.
Marie-Noëlle Battaglia est membre de la revue Panthère Première, revue féministe semestrielle de critique sociale.

## Documentaires
- Passagères incertaines, 34 min, 2015
- Les paysans s'enracinent, 31 min, 2015
- A la recherche du Soulier, 37 min, 2019
- En remontant les murs, 51 min, 2020